# Горманстон (станция)
Горманстон — железнодорожная станция, открытая в мае 1845 года и обеспечивающая транспортной связью одноимённую деревню в графстве Мит, Республика Ирландия.